# Schreiteria (djur)
Schreiteria är ett släkte av skalbaggar. Schreiteria ingår i familjen långhorningar.
Kladogram enligt Catalogue of Life:
| Schreiteria | \| \| Schreiteria bruchi \| \| \| \| \| \| Schreiteria colombiana \| \| \| \| |
|             | \| \| Schreiteria bruchi \| \| \| \| \| \| Schreiteria colombiana \| \| \| \| |
|             | Schreiteria bruchi                                                            |
|             |                                                                               |
|             | Schreiteria colombiana                                                        |
|             |                                                                               |